# Vrondoú
Vrondoú, en grec moderne : Βροντού, est un village du dème de Díon-Ólympos, de Macédoine-Centrale en Grèce.
Selon le recensement de 2011, la population du village s'élève à 1 902 habitants.